# توماس كروفورد (نحات)
توماس كروفورد (بالإنجليزية: Thomas Crawford)‏ هو نحات أمريكي، ولد في 22 مارس 1814 في نيويورك في الولايات المتحدة، وتوفي في 10 أكتوبر 1857 في لندن في المملكة المتحدة بسبب سرطان.

## وصلات خارجية
- توماس كروفورد على موقع الموسوعة البريطانية (الإنجليزية)